# Клеримоа
Клеримоа (фр. Clérimois) насеље је и општина у источном делу централне Француске у региону Бургоња, у департману Јон која припада префектури Санс.
По подацима из 2011. године у општини је живело 271 становника, а густина насељености је износила 21,49 становника/km². Општина се простире на површини од 12,61 km². Налази се на средњој надморској висини од 237 метара (максималној 236 m, а минималној 110 m).

## Демографија
| 1962. | 1968. | 1975. | 1982. | 1990. | 1999. | 2011. |
| ----- | ----- | ----- | ----- | ----- | ----- | ----- |
| 168   | 185   | 154   | 199   | 231   | 233   | 271   |

График промене броја становника у току последњих година